# سیارک ۳۴۲۰
سیارک ۳۴۲۰ (به انگلیسی: 3420 Standish، نامگذاری:1984EB) سه هزار و چهارصد و بیستمین سیارک کشف شده‌است که در ۱ مارس ۱۹۸۴ کشف شد.
قدر مطلق سیارک برابر ۱۱٫۹۰ است.